# سان برناردو دل وینتو
سان برناردو دل وینتو (به اسپانیایی: San Bernardo del Viento) یک سکونتگاه مسکونی در کلمبیا است که در بخش کوردوبا واقع شده‌است.

## خصوصیات
سان برناردو دل وینتو ۳۲۱ کیلومترمربع مساحت و ۳۱٬۴۵۵ نفر جمعیت دارد و ۲ متر بالاتر از سطح دریا واقع شده‌است.